# Jindřich Malátek
Jindřich Malátek (23. března 1931 Kostelec nad Orlicí – 18. března 1990 Praha) byl český architekt, významný představitel skulpturalismu v české architektuře 60. a 70. let. 20. století a absolvent Českého vysokého učení technického v Praze (ČVUT).

## Biografie
Vystudoval ČVUT v letech 1951–1957. V letech 1957–65 byl zaměstnán ve Státním ústavu pro typizaci a vývoj zemědělských a lesnických staveb Praha. Poté v Investisu, Plynoprojektu a Spojprojektu. Nejvíce spolupracoval s architektem Ivo Loosem. Spolupracoval s členy Charty 77, organizoval setkání s chartisty i dalšími osobnostmi nezávislých iniciativ; přednášel na témata z výtvarného umění a architektury; spojoval v sobě zájem o literaturu, přírodu, vědu a filosofii. V 60. letech do přispíval do Literárních novin. Spolupracoval mimo jiné např. na nerealizované koncertní síni na pražském náměstí Republiky (1968), soutěžním návrhu na dostavbu Staroměstské radnice (1971).

## Realizace
Větších realizace Jindřicha Malátka, na některých se podílel i s dalšími architekty:
- Transgas Praha. Autory tohoto komplexu jsou Václav Aulický, Jiří Eisenreich, Ivo Loos (obchodní parter a kašna za pomoci Jana Fišera) a Jindřich Malátek, hlavním konstruktérem byl Jiří Kozák.
- Náhrobek Jana Palacha, Olšanské hřbitovy (další autoři Loos, Olbram Zoubek), Praha (1970, zničen Státní bezpečností)
- Interiér kavárny U Zlatého hada (Loos), Praha – Staré Město (1974, změněno)
- Automatická telefonní ústředna (Aulický, Eisenreich, Jaromíra Eismannová), Generála Píky čp. 430/XIX., Praha – Dejvice (1975 – 82)
- Tranzitní telefonní ústředna (Aulický), Hradec Králové (1977 – 82)
- Interiér kavárny Slavie (Fišer, Loos), Národní třída, Praha – Staré Město (1979, změněno)
- Telefonní ústředna (Eisenreich, Loos), Ostrava (1981)
- Pošta 121 a celnice (Tomáš Dohnal), Praha – Smíchov (1983)

## Galerie

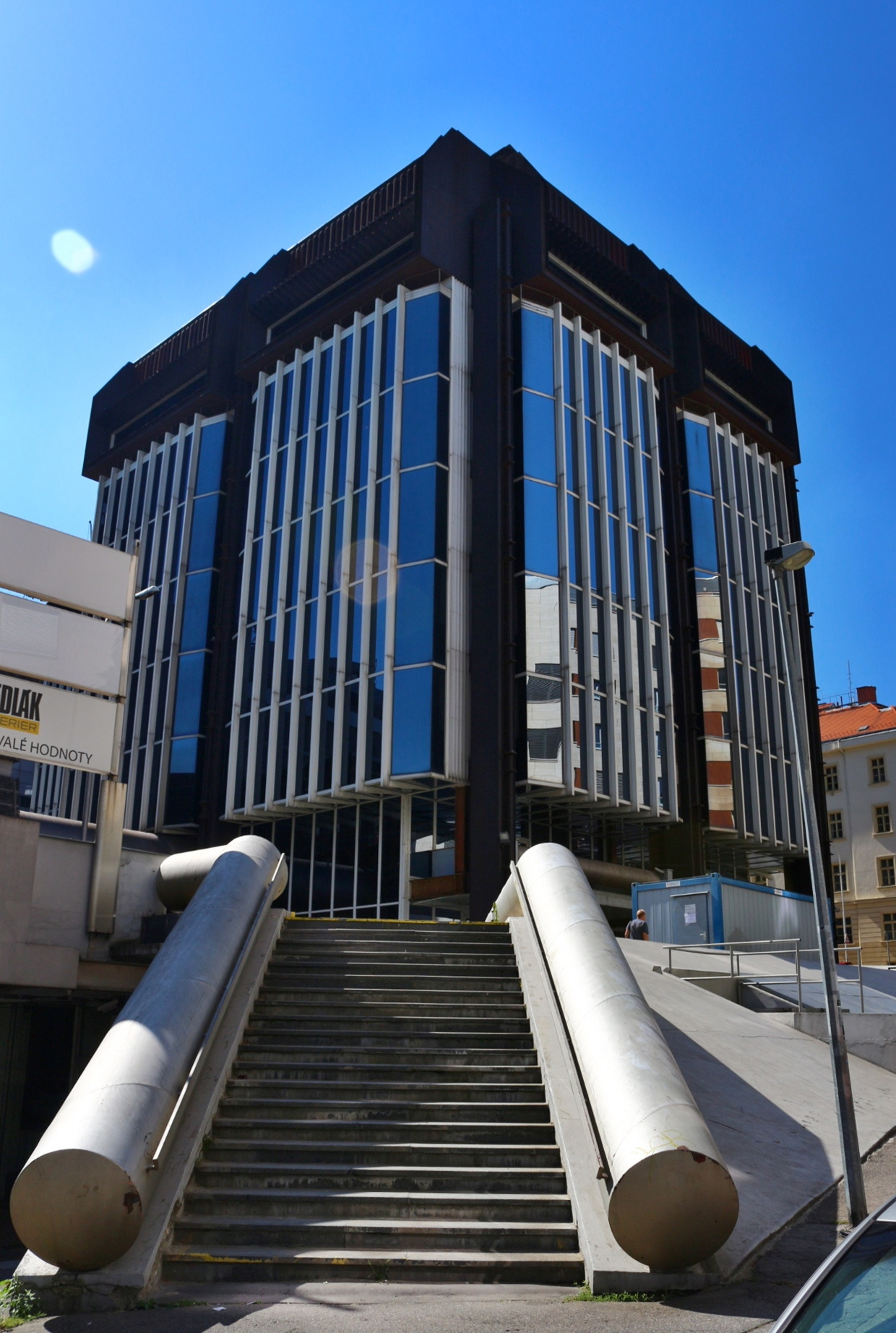
Transgas
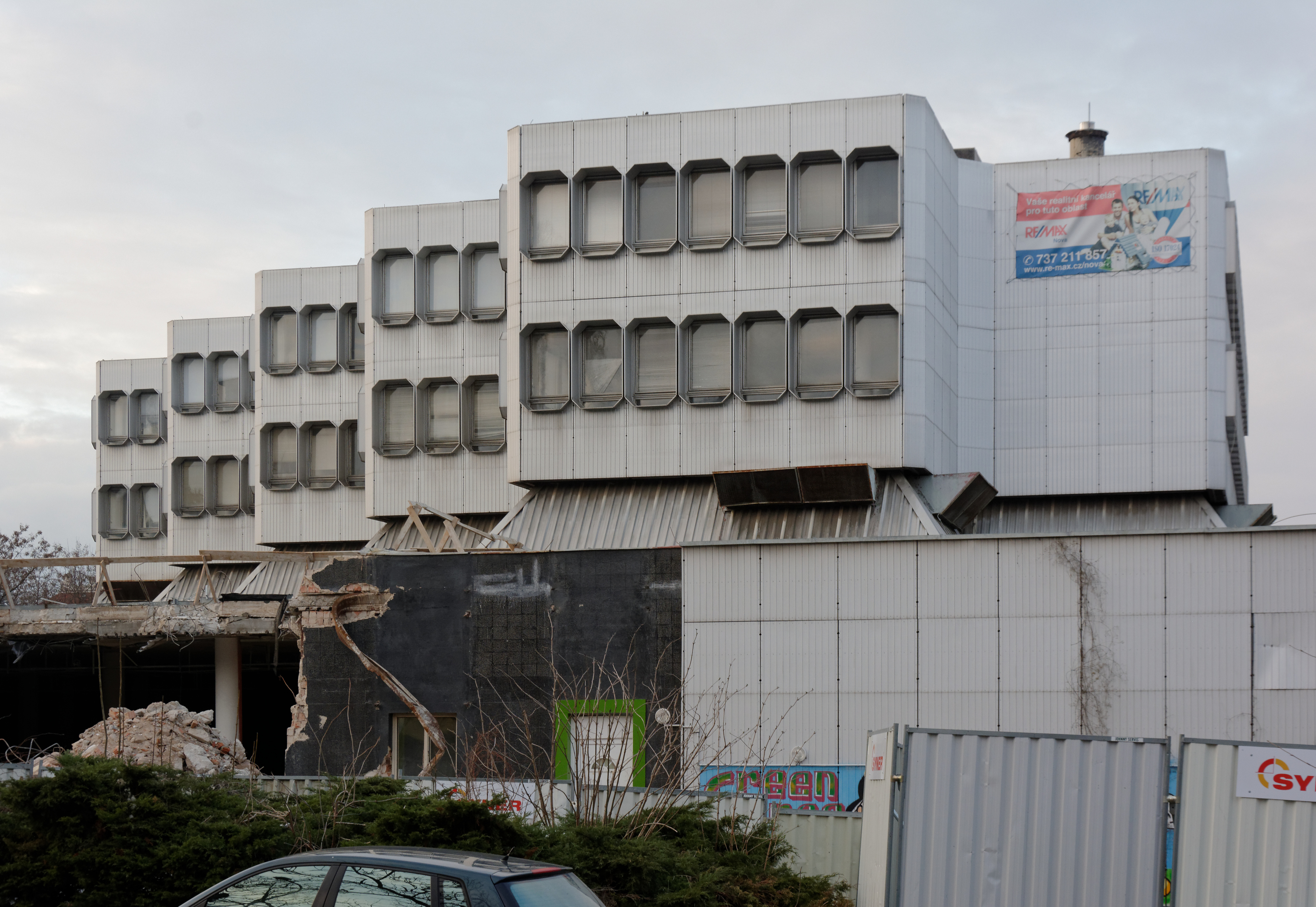
Automatická telefonní ústředna